# Егизкойтас
Егизкойтас (каз. Егізқойтас) — комплекс захоронений эпохи бронзы и раннего железа в Казахстане. Находится на территории Актогайского района Карагандинской области, в 3 км к югу от горы Егизкойтас, в верховьях реки Токрау. В 1957 году исследован археологической экспедицией (рук. А. Оразбаев, М. Кадырбаев).
Захоронения окружены оградами из каменных плит, врытых на ребро. В комплекс захоронений входят две группы, расположенные друг от друга на расстоянии 500 м. В первой группе 16, во второй группе 38 оград. Два захоронения раскопаны. Диаметр овальной ограды № 6 — 6 м. Внутри небольшая яма (2,3×1,5 м, глубина 1,1 м), обложенная брёвнами. Рядом с останками погребенного найдены бусины из аргиллита, осколки глиняной посуды. Ограда № 7 диаметром 5 м. Размеры ямы 2,2×1,6 м, глубина 0,6 м. Яма грунтовая, что свидетельствует о низком социальном статусе погребённых. Сооружения относятся ко 2-й половине 2-го тысячелетия до н. э. Вблизи оград раскопано также 6 каменных курганов, возведённых в более позднее время. В кургане № 3 диаметром 7 м, высотой 0,6 м обнаружены хорошо сохранившиеся останки тюркского воина, рядом — оружие и кости лошади. По результатам археологических исследований памятники отнесены к тасмолинской культуре племён Центрального Казахстана эпохи раннего железа (7—4 века до н. э.). 